# Xã Swea, Quận Kossuth, Iowa
Xã Swea (tiếng Anh: Swea Township) là một xã thuộc quận Kossuth, tiểu bang Iowa, Hoa Kỳ. Năm 2010, dân số của xã này là 127 người.